# Davide Spiga

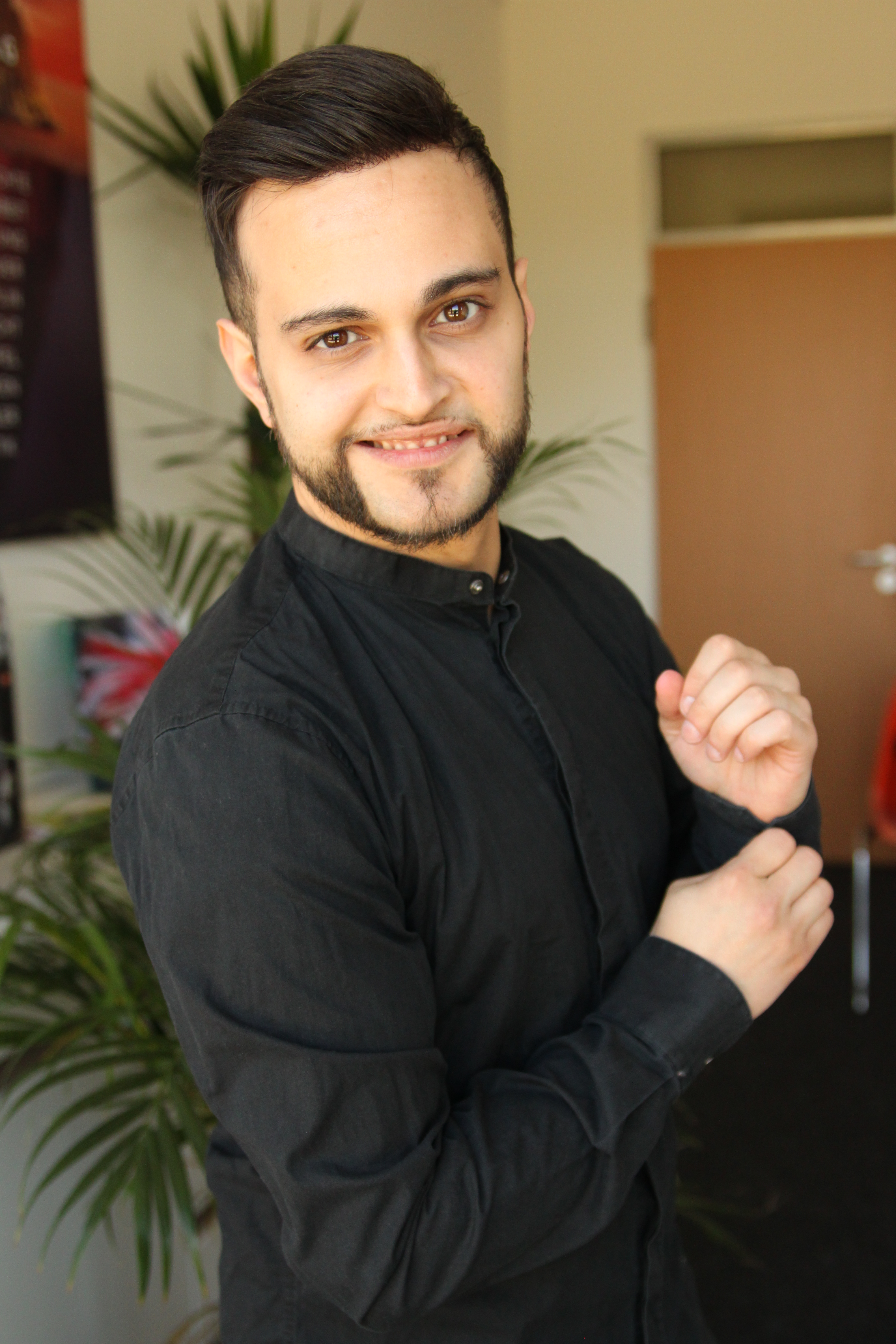
Davide Spiga (2020)

Davide Spiga (* 14. Dezember 1991 in Mainz) ist ein deutscher TV-Moderator und Unternehmer. Neben seiner Tätigkeit als TV-Moderator und Redakteur ist er Gründer und ehemaliger Geschäftsführer des Fernsehsenders YUN!Q sowie Gründer mehrerer Unternehmen in verschiedenen Branchen, die unter seiner Unternehmensgruppe zusammengefasst sind.

## Werdegang
Davide Spiga wurde als Sohn eines italienischen Gastarbeiters in Mainz geboren und wuchs dort auf. Nach seiner schulischen Laufbahn absolvierte er eine Ausbildung beim Zweiten Deutschen Fernsehen (ZDF). Nach seiner Berufsausbildung wurde Spiga nach Düsseldorf versetzt. Parallel zu seiner beruflichen Tätigkeit beim ZDF in Düsseldorf erwarb er die Fachhochschulreife am Abendgymnasium, um anschließend ein Studium im Bereich Film- und Fernsehen mit Schwerpunkt Regie zu beginnen.
Nachdem er das ZDF Anfang 2014 nach sieben Jahren verlassen hatte, war Spiga zunächst als redaktioneller Mitarbeiter für RTL und verschiedene Produktionsfirmen tätig. Im Mai hatte er auf NRW.TV sein Debüt als Moderator des TV-Formats NIX.TV, einem Projekt des RTL-Gründers Helmuth Thoma. Nach weiteren Stationen bei verschiedenen Produktionsfirmen gründete er 2015 den Fernsehsender YUN!Q, der jedoch 2016 eingestellt wurde. Zwischen 2017 und 2021 arbeitete er für verschiedene TV-Sender im In- und Ausland. Seit 2022 ist Spiga als Reporter und Redakteur für RTL tätig.

## Unternehmerische Tätigkeit
Im Oktober 2014 gründete er mit einem Stammkapital von einhundert Euro das Unternehmen onMediaTV UG und legte damit den Grundstein für den neuen TV-Sender YUN!Q, welcher am 12. Mai 2015 von der LFM die bundesweite Rundfunklizenz erhielt. Nach dessen Einstellung im Jahr 2016 begann Spiga, neben seiner Tätigkeit als TV-Moderator und Producer, weitere Unternehmen in diversen Branchen über seine Unternehmensgruppe zu gründen.
Zunächst fokussierte er sich auf den Einzelhandel, insbesondere auf den Betrieb von Supermärkten. Im Jahr 2016 startete er den Betrieb von tegut…-Supermärkten, wechselte jedoch 2019 zur REWE-Gruppe. Der letzte tegut…-Markt wurde im September 2022 geschlossen. Stand Oktober 2024 werden fünf Supermärkte im Rhein-Main-Gebiet von Dritten betrieben, an denen Spigas Unternehmensgruppe beteiligt ist.
Mit seiner kleinen Supermarkt-Kette hat Spiga während der WM 2018 den ersten "rund um die Uhr" Supermarkt in Frankfurt gestartet.
Seit 2022 ist eine weitere Tochtergesellschaft in der Produktion von italienischen Backwaren tätig. Unter der Marke "LaSpiga" werden Backwaren in Italien hergestellt und in deutsche Supermärkte, Tankstellen und Bäckereien vertrieben.

## Gemeinnütziges Engagement
Spiga engagiert sich über seine Unternehmen regelmäßig gemeinnützig und unterstützt Organisationen wie "BILD hilft e. V. – Ein Herz für Kinder" sowie das Bethanien Kinder- und Jugenddorf.

## TV-Moderation
- 2014: NIX.TV (NRW.TV)

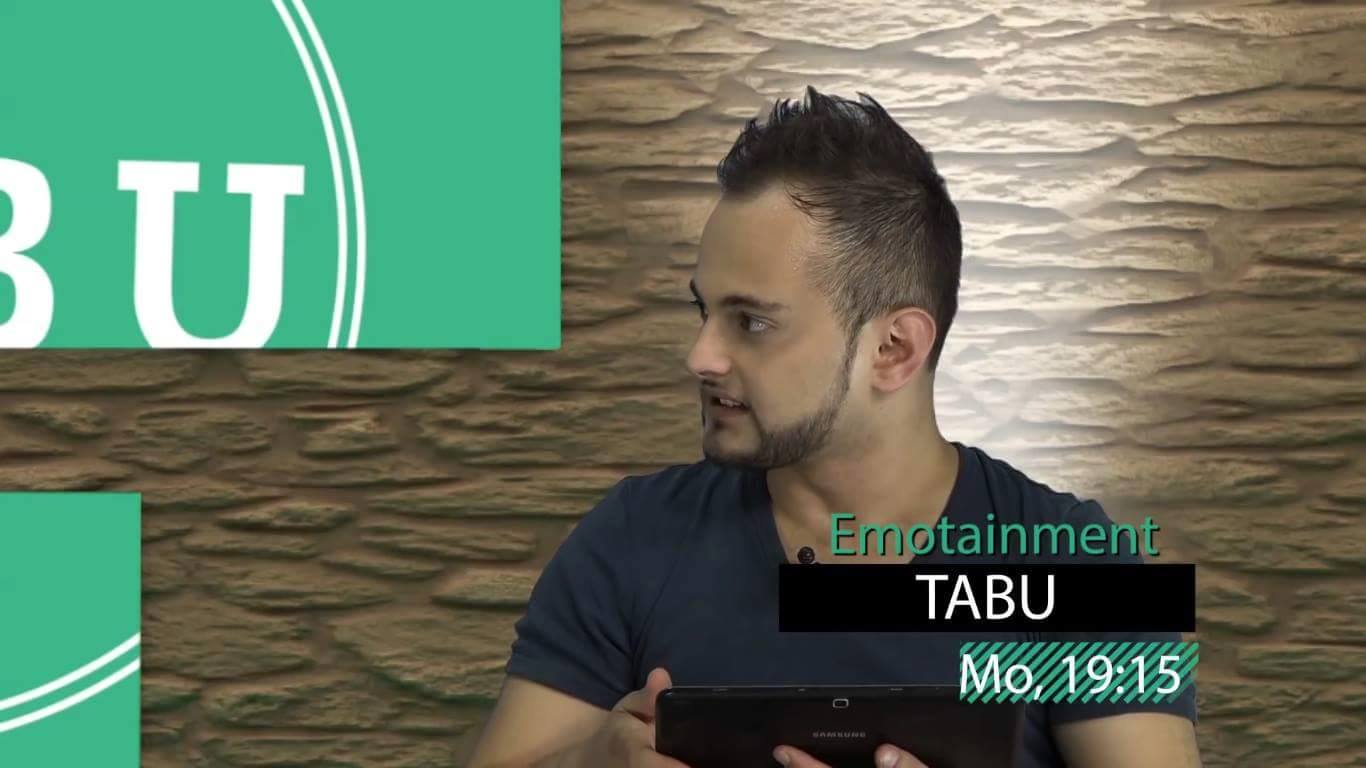
Davide Spiga - Moderation TV-Sendung TABU

- 2015–2016: Newsmagazin: newsBar (YUN!Q)[22]
- 2015–2016: Talkmagazin: TABU (YUN!Q)[23]
- 2015–2016: Datingshow: Romeo & Julia (YUN!Q)[24]
- 2018: Guess the Artist (Real Time)[25]
- seit 2021: debate Talk (Real Time)[26]